# Gemmula

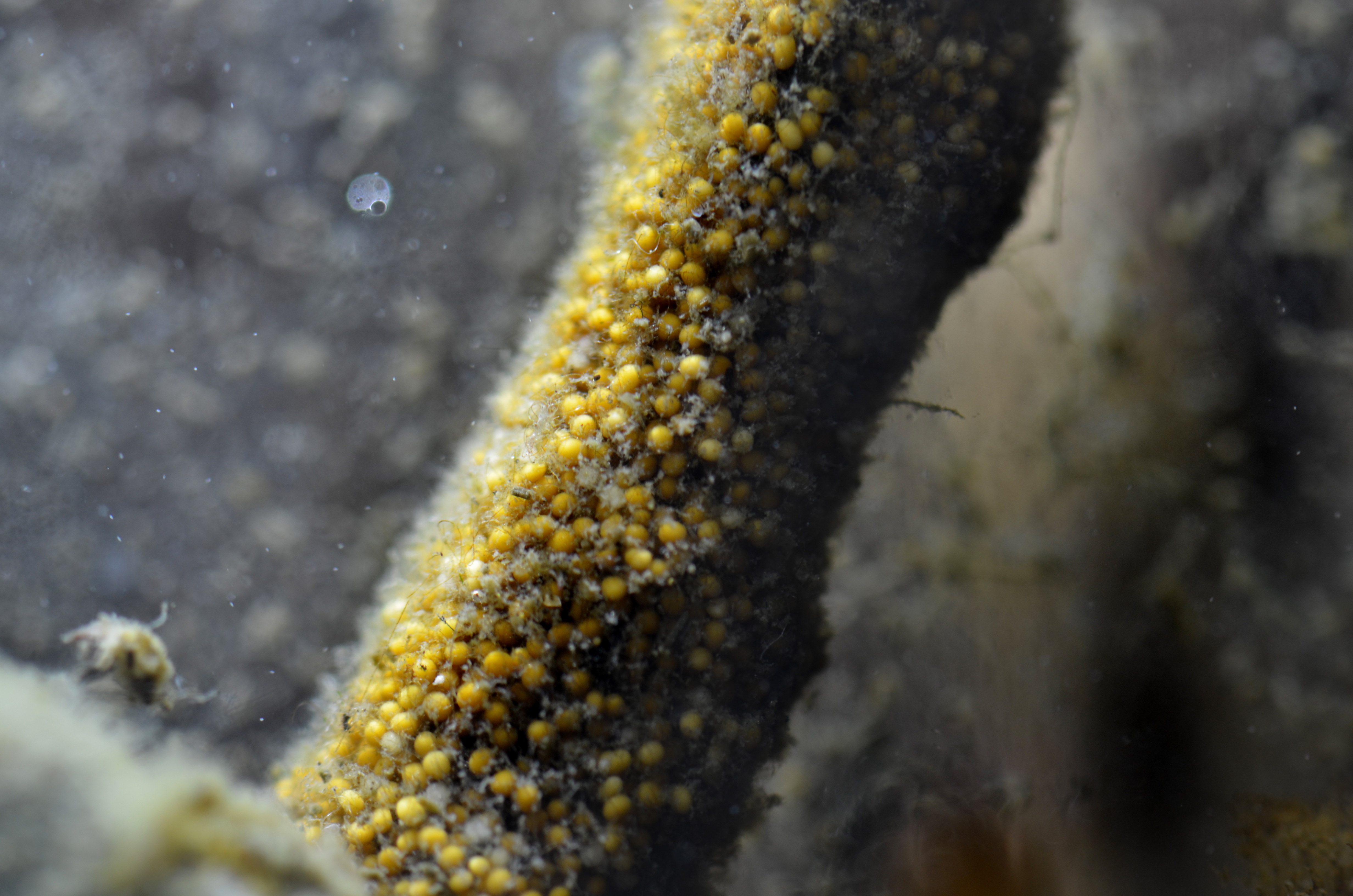
Gemmulae bei Süßwasserschwämmen

Gemmulae (lateinisch für „kleine Knospen“) sind Brutknospen bzw. Dauerstadien bei Süßwasserschwämmen sowie einigen marinen Schwämmen des Küstengebietes, darunter etwa Arten der Gattungen Cliona, Haliclona, Suberites und Laxosuberites. Die Bildung von Gemmulae dient der Überdauerung von ungünstigen Umweltbedingungen, beispielsweise beim Durchfrieren des Gewässers bzw. dem Überstehen von Trockenheit.
Gemmulae sind im Regelfall einen bis zwei Millimeter große kugelförmige Zellkomplexe. Bei der Entstehung phagocytieren zweikernige Archaeocyten (totipotente Zellen, die mit Reservestoffen angefüllt sind) andere Zellen, vor allem Trophocyten, und umhüllen sich dann mit Spongin und Skelettnadeln (vor allem Amphidisken).
Sobald günstigere Bedingungen herrschen, bilden die Gemmulae einen neuen Schwammkörper aus. Bei einigen Arten, darunter etwa Ephydatia muelleri, Spongilla lacustris und Haliclona loosanoffi kann die Gemmula, reguliert durch den Keimungshemmstoff Gemmulastasin, erst nach einer Überdauerungszeit von mindestens zwei bis drei Monaten einen neuen Schwamm bilden.